# Federico Bavosi
Federico Bavosi (Montevideo, 3 gennaio 1981) è un cestista uruguaiano con cittadinanza italiana.

## Carriera
Con l'Uruguay ha disputato i Campionati americani del 2013.

## Palmarès
- Campionato uruguaiano: 3

Club Malvín: 2015
Aguada: 2019, 2020
- LEB Plata: 1

Andorra: 2011-12
- LEB2: 1

Rosalía: 2006-07
- LEB Bronze: 1

Vigo: 2007-08

## Carriera
Con l'Uruguay ha disputato i Campionati americani del 2013.